# Язґажев
Язґажев (пол. Jazgarzew) — село в Польщі, у гміні Пясечно Пясечинського повіту Мазовецького воєводства.
Населення — 723 особи (2011).
У 1975-1998 роках село належало до Варшавського воєводства.

## Демографія
Демографічна структура станом на 31 березня 2011 року:
|          | Загалом | Допрацездатний вік | Працездатний вік | Постпрацездатний вік |
| -------- | ------- | ------------------ | ---------------- | -------------------- |
| Чоловіки | 361     | 78                 | 244              | 39                   |
| Жінки    | 362     | 69                 | 212              | 81                   |
| Разом    | 723     | 147                | 456              | 120                  |